# Orquestra Sinfônica de Dallas

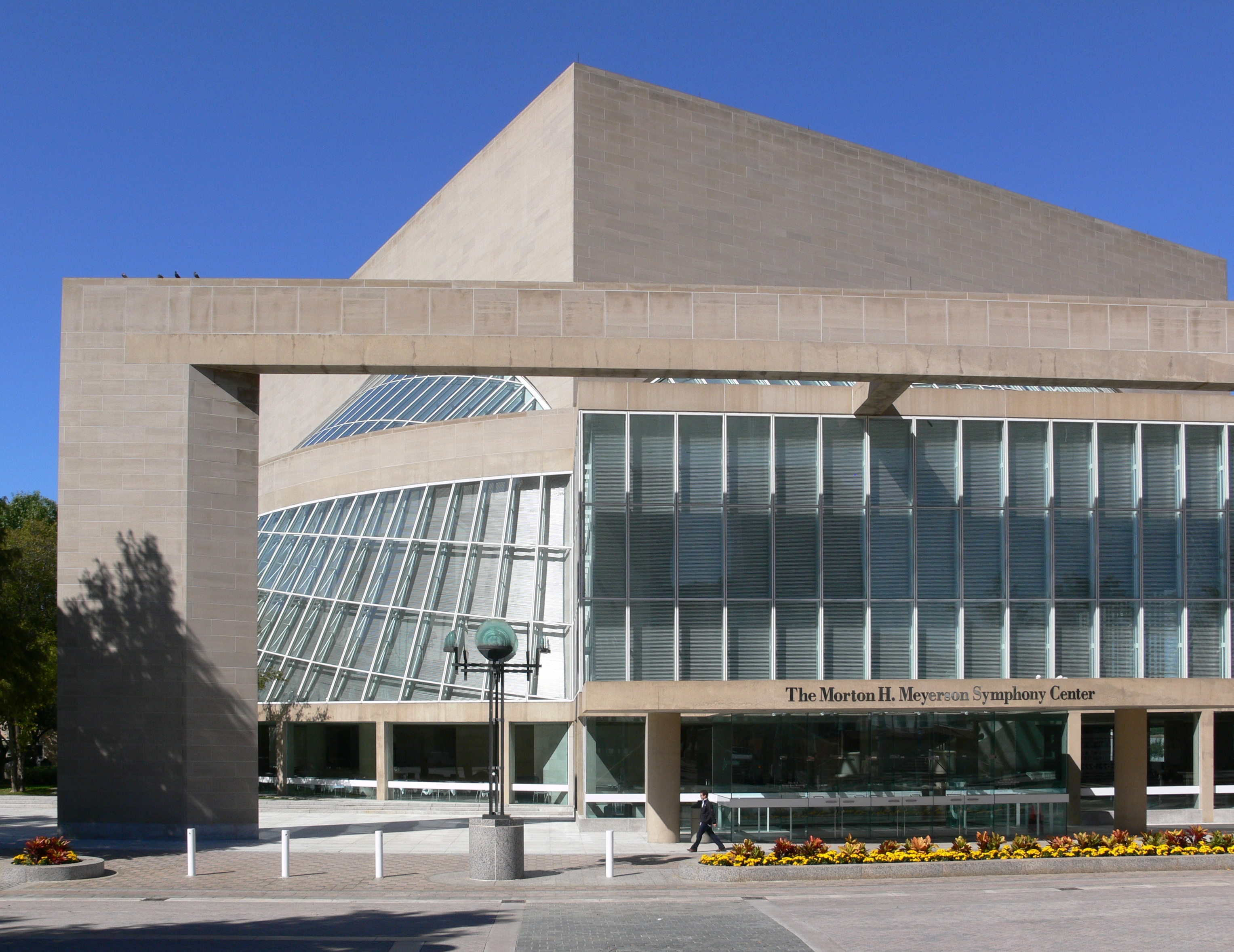
Dallas, Texas: Centro Sinfônico Morton H. Meyerson.

A Orquestra Sinfônica de Dallas é uma orquestra americana. Apresenta-se no Meyerson Symphony Center no Distrito de Artes de Dallas, Texas, Estados Unidos. O atual Diretor Musical é Jaap van Zweden.
A orquestra foi fundada em 1900 por um grupo de quarenta músicos, com Hans Kreissig como maestro. A orquestra continuou se apresentando e crescendo, em número e estatura, e em 1945 apontou o célebre maestro Antal Doráti como Diretor Musical. Com Doráti como Diretor, a orquestra tornou-se totalmente profissional. Durante várias vezes na história, a orquestra suspendeu as operações, incluindo o período da Primeira e Segunda Guerra Mundial, de 1914 a 1918 e de 1942 a 1945 e mais recentemente em 1974, por restrições fiscais. Os Diretores Musicais que sucederam Doráti foram Georg Solti e Eduardo Mata. Andrew Litton foi o Diretor Musical de 1992 a 2006. Em 2007, Jaap van Zweden foi nomeado como o décimo quinto Diretor Musical, começando na temporada 2008/9, com um contrato inicial de quatro anos. Em outubro de 2009, van Zewden estendeu seu contrato até a temporada de 2015/6.

## Diretores Musicais
| - Hans Kreissig (1900–1901) - Walter Fried (1911) - Carl Venth (1911–1914) - Walter Fried (1918–1924) - Paul van Katwijk (1925–1936) | - Jacques Singer (1937–1942) - Antal Doráti (1945–1949) - Walter Hendl (1949–1958) - Paul Kletzki (1958–1961) - Sir Georg Solti (1961–1962) | - Donald Johanos (1962–1970) - Anshel Brusilow (1970–1973) - Max Rudolf (1973–1974) - Eduardo Mata (1977–1993) - Andrew Litton (1994–2006) - Jaap van Zweden (2008– ) |